# 幻世浮生
《幻世浮生》（英語：Mildred Pierce，又譯《欲海情魔》、《米尔德丽德·皮尔斯》、《欲海浮生》）是HBO在2011年3月27日首播的一部電視劇（迷你影集），共有5集。電視劇改編自詹姆斯·凱恩1941年的同名小說，由凱特·溫斯蕾主演。這也是這部小說第二次改編為影視作品。在1945年曾拍攝電影。電視劇主要在紐約拍攝。

## 外部連結
- 美國官方網站 （页面存档备份，存于）
- 互联网电影数据库（IMDb）上《Mildred Pierce》的资料（英文）